# ГЕС Dönje
ГЕС Dönje – гідроелектростанція у центральній частині Швеції. Знаходячись між ГЕС Lottefors (вище по течії) та ГЕС Landafors, входить до складу каскаду на річці Юснан, яка впадає у Ботнічну затоку Балтійського моря біля міста Юсне.
В межах проекту дві протоки річки перекриває гребля висотою 10 метрів, яка складається з ряду водопропускних шлюзів та утримує водосховище з проектним коливанням рівня поверхні в діапазоні лише 0,3 метра, чому відповідає корисний об’єм у 1,8 млн м3.
На розташованому між протоками острові розташований машинний зал, споруджений у підземному виконанні. Він обладнаний трьома турбінами типу Каплан загальною потужністю 72 МВт, що при напорі у 33,5 метра забезпечують виробництво 390 млн кВт-год електроенергії на рік.
Відпрацьована вода повертається в Юснан через відвідний тунель довжиною 4,7 км з перетином 170 м2, який на своєму шляху проходить під однією з проток та далі прямує під лівобережним масивом.